# Seinfeld
A Seinfeld többszörös Emmy- és Golden Globe-díjas amerikai televíziós sorozat, műfaját tekintve szituációs komédia, ami 1989-1998 között futott az NBC csatornán. A főszerepet a félig magyar származású Jerry Seinfeld alakította, aki Larry David mellett egyik írója és producere is a produkciónak.
Az Egyesült Államok legnézettebb sorozata volt az 1994-95-ös és az 1997-98-as évadban, közönsége a 20 milliós átlagot is meghaladta. Utolsó epizódja 1998. május 14-én minden idők harmadik legnézettebb sorozatzárása volt a M.A.S.H. és a Cheers után: 76 millióan követték figyelemmel. A sorozat az ismétlésekkel együtt eddig 2,7 milliárd dollár bevételt hozott.
Az epizódok gyakorlatilag "semmiről sem” ("about nothing") szólnak, a leghétköznapibb dolgok köré szerveződnek. A stand-up komikus Seinfeld és sorozatbéli manhattani barátai  (George, Elaine és Kramer) a sitcomok szabályai szerint élik az életüket: találkoznak, cikizik és segítik egymást; konfliktusaik, gondjaik támadnak, majd elmúlnak. Jó néhány aranyköpésük vált szállóigévé, ezáltal az amerikai angol nyelv részeivé lettek.
Jellegzetességei miatt Magyarországon nem volt túl sikeres a tipikus New-York-i humor, az RTL Klub vetítési kísérlete megbukott 2003-ban. 2009. szeptember 4-től a TV6 adta új szinkronnal.

## Szereplők

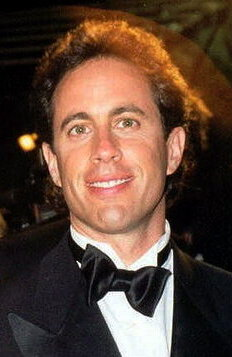
Jerry Seinfeld, a sorozat alkotója

- Jerry Seinfeld (önmaga, magyar hangja Forgács Péter): egy közepesen híres stand up komikus, aki a józan ész hangját képviseli a környezetében lévő emberek őrültségeihez képest. Karaktere tisztaság- és rendmániás, a New York Mets, Superman, és a reggeli gabonapelyhek rajongója. Jerry lakása a show központi helyszíne, itt történnek a fontosabb események.
- George Constanza (Jason Alexander, magyar hangja Kerekes József): Jerry legjobb barátja már középiskola óta. Csipkelődő, tudálékos jellem, aki irigy mások sikereire. Örök vesztesként ábrázolják, aki soha nem bízik eléggé a saját képességeiben. Munkájáról, párkapcsolatairól, lényegében akármiről képes hazudni vagy dicsekedni vele, ami miatt jellemzően később megüti a bokáját. Gyakran használja az Art Vandelay álnevet, amikor hazudik vagy valamilyen kitalált történetet ad elő. Mindennek ellenére barátainak hű támasza, és a nők körében is sikeres, végül pedig a New York Yankees csapatának lesz az utazó ügynöke. A karaktert Larry David önmaga után mintázta.
- Elaine Benes (Julia Louis-Dreyfus, magyar hangja Kéri Kitty): Jerry exbarátnője, akivel később is jóban vannak. Okosabbnak ábrázolja a sorozat, mint a barátai, szarkasztikus humorral, néha kicsit elitistán és forrófejűen. Néha vegetáriánus és peszketáriánus diétán él, amit soha nem tud megtartani. Általában úgy kerül konfliktusokba másokkal, hogy idegességében megmondja nekik, hogy mit gondol róluk. Gyakran kerül bajba az aktuális randipartnere, munkatársai, vagy épp teljesen idegen emberek viselkedése miatt. A karaktert David és Seinfeld saját barátnőik után mintázták, kezdő komikusi éveikből.
- Cosmo Kramer (Michael Richards, magyar hangja Koroknay Géza): Jerry semmirekellő szomszédja. Jellegzetesen kócos frizurája, avítt ruházata van, és általában nagy erővel robban be Jerry lakásába megjelenéseikor. A karakter David egyik szomszédja után lett mintázva. Időnként naiv, buta és impulzív, máskor gyors észjárású, segítőkész és empatikus. Bár nincs biztos munkahelye, valahonnan mindig van pénze, és gyakran talál ki őrültségeket, amik eleinte bejönnek, de később szinte mindig belebukik.

Számos mellékszereplő is felbukkan a sorozatban: Jerry szülei, Morty és Helen Seinfeld, George szülei, Frank és Estelle Constanza, George időnként felbukkanó barátnője, Susan Ross, Jerry Leo bácsikája, Elaine főnökei, valamint randija, David Puddy, illetve a postás Newman, aki Kramer barátja és Jerry ősellensége. Alkalmanként vendégszereplők és hírességek is felbukkannak a sorozatban.

## Cselekménye
A legtöbb Seinfeld-epizód az alkotók való életbeli tapasztalatain alapul, amelyeket a karaktereken keresztül mutatnak be. Többek között ilyenek voltak Larry David tapasztalatai a Saturday Night Live-ban, Peter Mehlman ügyvéd barátjának autójában a kellemetlen szagok, Dan O'Keefe apjának saját ünnepe, a Festivus. Egyes epizódok mindvégig egyetlen helyszínen játszódnak, például egy kínai étterem asztaláná a rendelésre várakozva. Egyes történeket két epizódon keresztül tartanak, illetve van köztük olyan is, amely időrendben visszafelé történik. A való életből vett történések és pletykák is képezhették egyes részek alapjait, mint a Liebek kontra McDonald's-per a túl forró kávé miatt.
Gyakran kapta meg a sorozat a jelzőt, hogy igazából semmiről sem szól. Jerry Seinfeld ezt egy 2014-es interjúban akként árnyalta, hogy ez valójában utólag, egy későbbi epizóddal ráaggatott jelző volt, ugyanis ő és Larry David azzal mentek oda 1988-ban az NBC-hez, hogy megmutassák nekik, honnan szedik a humoristák a műsorukhoz az alapanyagot. David szerint a sorozat arról szól, hogy egy ember legrosszabb tulajdonságaiból csinálnak valami vicceset. A műsor humora az irónián, a képtelenségeken, valamint a gyakran sajnálatos véletlen egybeeséseken alapul. A vendégszereplőket emellett minimális vagy semmilyen kontextussal mutatja be, általában valamilyen atipikus, alliteráló névvel. Hogy fenntartsák Jerry Seinfeldnek az első epizódtól kezdve bemutatott "tiszta" imidzsét, a poénok között egyáltalán nincs nyílt szexuális utalás, ha a szex bármilyen módon szóba is kerül, az rendkívül közvetett módon történik. David el akarta kerülni az unalomig ismert szitkom-formulát is, ezért volt végig teljesen esélytelen, hogy Jerry és Elaine karakterét összehozzák.
A műsor mellőzte a karakterfejlődést, a megbékélésre törekvést, és kerülte az érzelgősséget. Az egyes epizódok jellemzően a karakterek felszínes konfliktusain alapulnak. Több rész is van, amelyben a szereplők mások életébe avatkoznak be katasztrofális eredménnyel. Az évadok során semmiből nem tanulnak és semmi nem változtatja meg őket: markáns karakterű harmincasok maradnak mindvégig, gyökerek nélkül, akik érzéketlenek az erkölcsökre. Más szituációs komédiákkal ellentétben a műsor teljesen mellőzi a pátoszt, a közönség jellemzően egyik karaktert sem tudja sajnálni. Még abban az epizódban sem képesek őszinte érzelmek kifejtésére, amelyikben az egyik karakter életét veszti. Az olyan komoly témákat is, mint a halál, a betegségek, vagy a mozgássérültség, meglepően könnyedén kezeli.
A Seinfeld gyakran operál olyan humorral, amely áttöri a negyedik falat és önmagát szatirizálja. Egy komplett történetszál is lezajlik benne, amely a Jerry című tévéműsor megalkotásáról szól - ami egy show a show-n belül, és ahol Jerry Seinfeld önmagát alakítja, ahogy önmagát alakítja egy semmiről nem szóló műsorban. Ez csak egyike azoknak a metafikciós eszközöknek, amelyekkel él a sorozat: összesen huszonkét kitalált film szerepel benne az évadok során. Az ilyen eszközök miatt nevezték a Seinfeldet a Monty Python Repülő Cirkusza után a második posztmodern TV-sorozatnak.
Seinfeld, aki Abbott és Costello nagy rajongója volt, a duó munkásságát mint inspirációs tényezőt nevezte meg. Számos elrejtett geg van benne, ami ezekre utal, például George Constanza középső neve, Louis, ami Costellóra utal, vagy a Sid Fields nevű karakter, illetve Kramer Mickey Abbott nevű barátja.
Számos szlenget adott a sorozat az angol nyelvnek. Ilyen a "yada, yada, yada", a "no soup for you", a "master of my domain", és a "nem mintha bármi baj lenne ezzel".

## Epizódok
| Évad | Évad | Epizódok | Eredeti sugárzás     | Eredeti sugárzás | Eredeti adó |
| Évad | Évad | Epizódok | Évadpremier          | Évadfinálé       | Eredeti adó |
| ---- | ---- | -------- | -------------------- | ---------------- | ----------- |
|      | 1    | 5        | 1989. július 5.      | 1990. június 21. | NBC         |
|      | 2    | 12       | 1991. január 23.     | 1991. június 26. | NBC         |
|      | 3    | 23       | 1991. szeptember 18. | 1992. május 6.   | NBC         |
|      | 4    | 24       | 1992. augusztus 12.  | 1993. május 20.  | NBC         |
|      | 5    | 22       | 1993. szeptember 16. | 1994. május 19.  | NBC         |
|      | 6    | 24       | 1994. szeptember 22. | 1995. május 11.  | NBC         |
|      | 7    | 24       | 1995. szeptember 21. | 1996. május 16.  | NBC         |
|      | 8    | 22       | 1996. szeptember 19. | 1997. május 15.  | NBC         |
|      | 9    | 24       | 1997. szeptember 25. | 1998. május 14.  | NBC         |

## A Seinfeld után
A főszereplők későbbi műsorai nem voltak túlzottan sikeresek, a legtöbbjük egyetlen évadot ért meg: ezt a jelenséget "Seinfeld átoknak" nevezték. A kivétel a Julia Louis-Dreyfus főszereplésével készült Christine kalandjai volt, ez öt évadon keresztül, 2010-ig ment a CBS-nél (magyarul a Viasat 3 tett kísérletet a vetítésre 2009-ben).
A csapat aztán 2009-ben több epizód erejéig visszatért az HBO Félig üres című vígjátéksorozatának 7. évadában. A rögtönzésen alapuló sorozat főszereplője a Seinfeld volt társszerzője: Larry David.